# Germanes de Maria Auxiliadora
Les Germanes de Maria Auxiliadora, en francès Sœurs de Marie-Auxiliatrice, són un institut religiós femení, una congregació religiosa les germanes de la qual posposen al seu nom les sigles M. A.
No s'han de confondre amb les Germanes de Maria Auxiliadora, de carisma salesià, fundades per M. C. Antony en 1976.

## Història
La congregació fou fundada per Thérèse de Soubiran (1834-1889) a Tolosa en 1864. Primer, Teresa havia estat entre les beguines de Gant i el setembre de 1854 obre a Castellnou d'Arri un beateri similar, el del Bon-Secours, per donar ajut a les joves necessitades i dedicar-se alhora a la contemplació i l'adoració del Santíssim Sagrament. El 14 de novembre de 1854 se li afegeixen algunes joves i comencen la vida en comunitat: Sophie-Thérèse hi fa professió i esdevé la superior de la comunitat i redacta una regla per al beateri.
L'incendi de la casa, el 5 de novembre de 1861, i que no acabés d'estar-ne satisfeta va fer que Soubiran es retirés a Tolosa en 1864 Hi prengué contacte amb el pare jesuïta Paul Ginhac, i amb ell modificà la seva concepció per a la nova fundació, a la que donà una espiritualitat ignasiana i dedicà a la Mare de Déu. La nova congregació, que més tard prendria el nom de Companyia de Maria Auxiliadora, es formà en 1864, quan Therèse traslladà la seva comunitat a Sainte-Marie du Béguinage de Tolosa de Llenguadoc, dedicades a l'adoració perpètua del Santíssim i a les tasques d'ajut i apostolat a les joves obreres d'entre catorze i vint-i-cinc anys, especialment les que, sense família ni recursos, viuen en ciutats grans i treballen en fàbriques i tallers en males condicions. La fundació és una "casa de família" on són acollides quan arriben a la ciutat per cercar-hi feina, i on poden fer vida fins que la troben.

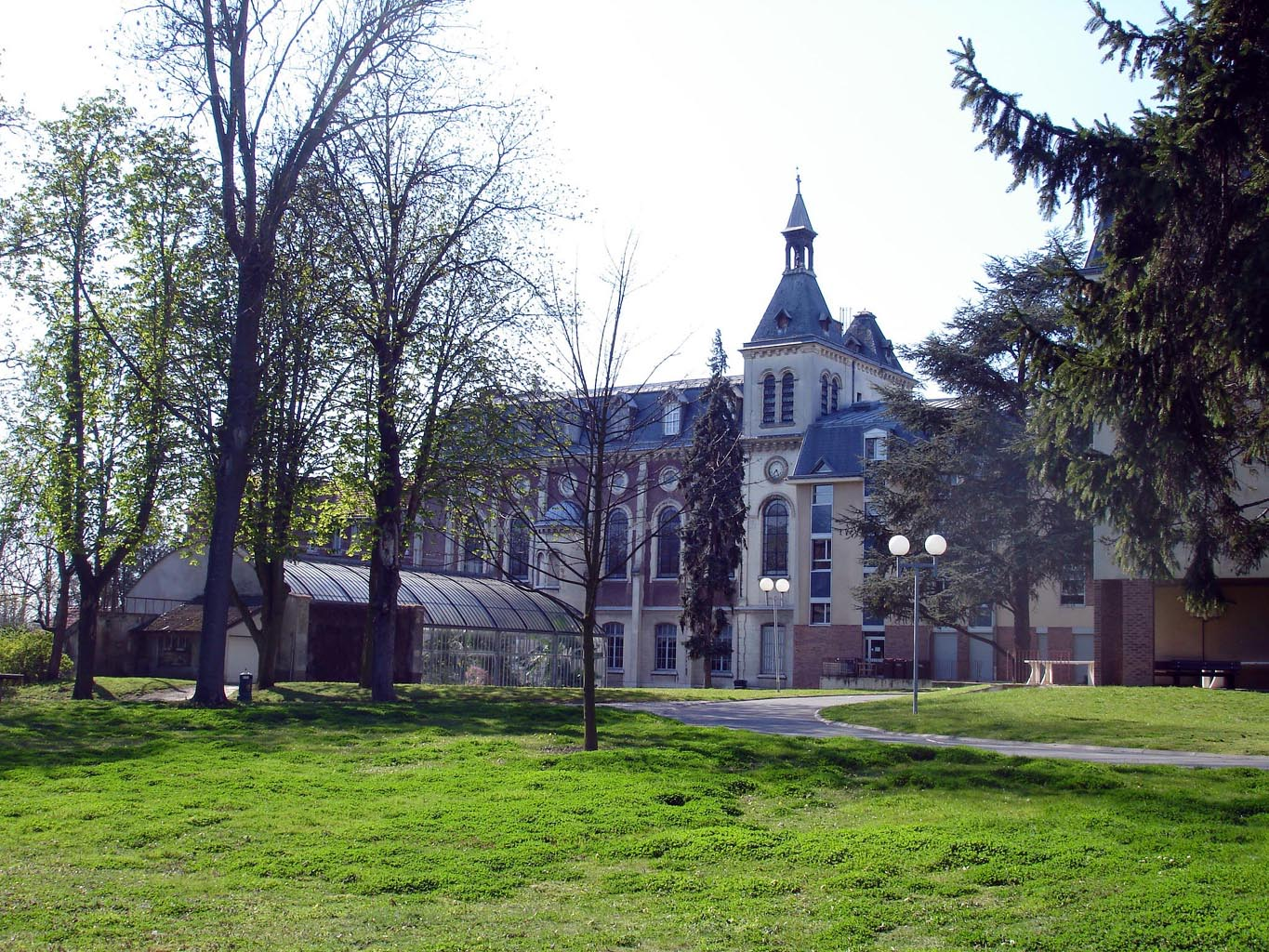
Asil de Sainte-Marie, a Villepinte, establiment sanitari de la congregació i lloc d'enterrament de la fundadora.

La congregació fou aprovada pel bisbe de Tolosa Florian-Jules-Félix Desprez el 15 d'octubre de 1867 i rebé el decretum laudis el 19 de desembre de 1868. Les constitucions foren aprovades definitivament per la Santa Seu el 6 de gener de 1924.
De la casa de Tolosa, la congregació es difon per França; en 1869 a Amiens, on les crida el bisbe, i a Lió. En 1870, arran de la Guerra Franco-prussiana, les germanes marxen a Anglaterra, on funden una comunitat. En tornen en 1871, instal·lant el noviciat i la casa mare a Bourges i fundant a París i Angers. És elegida ajudant de la superiora la mare Marie François, en 1871; serà aquesta germana, però, qui crearà un conflicte intern que portarà a la substitució al davant de la congregació de la fundadora, a qui acusa falsament de la fallida econòmica de l'institut; ella mateixa és nomenada superiora i expulsa Soubiran de la congregació en 1874.
La nova superiora intriga per esborrar el passat de la congregació; algunes germanes marxen i altres són expulsades o traslladades, i les noves fundacions es creen sense un pla coherent. En 1877 obren un sanatori antituberculòs a Livry i en 1881 el de Villepinte. En febrer de 1890, Marie François dimiteix del generalat i deixa la congregació. La nova superiora, Marie Elisabeth de Luppé, retorna al carisma original i rehabilita la memòria de la fundadora.
S'obren llavors noves llars d'acollida (Lió, 1894; París i Angers, 1897), escoles i sanatoris (Champrosay, 1893; Hyères, 1895, o Épernay, 1925), que formen una xarxa anomenada Association de Villepinte.

## Activitats i difusió
Les Germanes de Maria Auxiliadora es dediquen a diverses obres d'assistència (escoles, hospitals, sanatoris, asils, etc.), sobretot en favor de les dones i les obreres.
Són presents a Europa (França, Irlanda, Itàlia, Regne Unit), Àsia (Corea del Sud, Filipines, Japó), al Camerun i la Micronèsia: la seu general és a París.
Al final de 2006, la congregació tenia 204 germanes en 28 cases.